# Oh, Boy! (romanzo)
Oh, Boy! è un romanzo per ragazzi scritto dall'autrice francese Marie-Aude Murail. Originariamente edito nel 2000, in Italia è stato distribuito da Giunti Editore, nella collana Giunti Junior, dal 2008, su traduzione di Federica Angelini.

## Sinossi
Siméon, Morgane e Venise Morlevent sono tre fratelli rimasti orfani dopo l'abbandono del padre e la morte della madre. 
La giudice tutelare rintraccia Barthélémy, 26 anni, e Josiane oculista di 37 anni, figli nati da un matrimonio precedente del padre, con due caratteri molto diversi ed entrambi inizialmente restii ad ottenere l'affidamento. Barthélémy, benché irresponsabile, ben presto si affeziona ai tre fratelli, tanto da adottare il loro motto, "i Morlevent o la morte". Josiane, invece, che è sposata ma non ha mai avuto figli, è subito interessata ad adottare la piccola, adorabile Venise. Un'altra complicazione è costituita dal rapporto conflittuale tra i due fratelli maggiori.
Poco dopo a Siméon viene diagnosticata una forma di leucemia, evento che mette a rischio la sua possibilità di ottenere il diploma di maturità a soli 14 anni. Durante il trattamento il suo legame con Barthélémy si rafforza. 
Alla fine, la tutela dei piccoli viene affidata a Josiane, anche se tutela surrogata di Siméon viene affidata a Barthélémy, che potrà anche vedere tutti e tre i fratellini un fine settimana su due.